# Hasan Salihamidžić
Hasan Salihamidžić (født d. 1/1 1977) er en tidligere bosnisk fodboldspiller, der spillede for klubberne Hamburger SV, Bayern München, Juventus og VfL Wolfsburg.